# Сад Сэмюэля Кокинга

Сад Сэмюэля Кокинга (яп. 江の島サムエル・コッキング苑) — ботанический сад на острове Эносима в Японии.
Сад был основан в 1882 году Самюэлем Кокингом, предпринимателем британского происхождения, жившем в Японии с 1869 года. Сад сочетал японские и западные традиции садово-паркового искусства. В нем имелась теплица, что было редкостью для Японии того времени. В 1949 году сад открылся для широкой публики как Эносимский ботанический сад города Фудзисава.
В саду можно осмотреть остатки фундамента теплицы, которая была разрушена Великим землетрясением Канто 1923 года. В 2003 году в саду была открыта наблюдательная башня-маяк Эносимская морская свеча высотой 59,8 метров (119,6 метров над уровнем моря).